# Roxy & Elsewhere
Roxy & Elsewhere  je koncertní dvojalbum americké rockové skupiny Frank Zappa and the Mothers of Invention, vydané v roce 1974 u DiscReet Records. Album produkoval frontman skupiny Frank Zappa.

## Seznam skladeb
| Strana 1 | Strana 1           | Strana 1 |
| Pořadí   | Název              | Délka    |
| -------- | ------------------ | -------- |
| 1.       | Penguin in Bondage | 6:48     |
| 2.       | Pygmy Twylyte      | 2:13     |
| 3.       | Dummy Up           | 6:02     |

| Strana 2 | Strana 2                        | Strana 2 |
| Pořadí   | Název                           | Délka    |
| -------- | ------------------------------- | -------- |
| 1.       | Village of the Sun              | 4:17     |
| 2.       | Echidna's Arf (Of You)          | 3:52     |
| 3.       | Don't You Ever Wash That Thing? | 9:40     |

| Strana 3 | Strana 3               | Strana 3 |
| Pořadí   | Název                  | Délka    |
| -------- | ---------------------- | -------- |
| 1.       | Cheepnis               | 6:33     |
| 2.       | Son of Orange County   | 5:53     |
| 3.       | More Trouble Every Day | 6:00     |

| Strana 4       | Strana 4                                   | Strana 4 |
| Pořadí         | Název                                      | Délka    |
| -------------- | ------------------------------------------ | -------- |
| 1.             | Be-Bop Tango (Of the Old Jazzmen's Church) | 16:41    |
| Celková délka: | Celková délka:                             | 68:04    |

## Sestava
- Frank Zappa – kytara, zpěv
- Napoleon Murphy Brock – flétna, tenor saxofon, zpěv
- Robert "Frog" Camarena – doprovodný zpěv v „Cheepnis“
- Debbie – doprovodný zpěv v „Cheepnis“
- Lynn - doprovodný zpěv v „Cheepnis“
- Ruben Ladron de Guevara – doprovodný zpěv v „Cheepnis“
- George Duke – syntezátor, klávesy, zpěv
- Bruce Fowler – pozoun
- Tom Fowler – baskytara
- Walt Fowler – trubka, bastrubka
- Ralph Humphrey – bicí
- Don Preston – syntezátor
- Jeff Simmons – rytmická kytara, zpěv
- Chester Thompson – bicí
- Ruth Underwood – perkuse